# 루지차 소키치
루지차 소키치(세르비아어: Ружица Сокић / Ružica Sokić, 1934년 12월 14일 ~ 2013년 12월 19일)는 세르비아의 배우, 작가이다. 1973 유고슬라비아 영화제 골든 아레나 여우주연상을 수상자이다.